# モルドバ国立大学
モルドバ国立大学（モルドバこくりつだいがく、モルドバ語: Universitatea de Stat din Moldova）は、モルドバのキシナウにある大学。

## 歴史
1946年10月1日、マカリエ・ラドゥやミハイル・パヴロフの主導により、キシナウ国立大学として開学された。当初は物理・数学部、地質・土壌学部、歴史・哲学部、生物学部、化学部の5学部・12学科制で、教員35人、学生320人が在籍していた。
1969年に国際大学協会に加盟。世界25カ国の大学と60以上の協力協定を締結しており、およそ80カ国から留学生を受け入れている。

## 学部
下記の諸学部からなる。
- 生物・地球科学学部
- 化学・化学技術学部
- 法学部
- 物理・工学部
- 歴史・哲学部
- ジャーナリズム・コミュニケーション学部
- 文学部
- 数学・コンピューター科学部
- 心理・教育・社会・ソーシャルワーク学部
- 国際関係・政治・行政学部
- 経済学部

## 著名な教員
- ヴァレンティン・ベルソフ
- イスラエル・ゴーベルグ
- エフゲニー・ポカティロフ[3]
- ユーリ・ペルリン
- ニコラエ・コルラテアヌ
- ミハイル・パヴロフ
- ニコラエ・ディモ
- エフゲニー・アレクサンドロヴィチ・リトヴィノフ

## 著名な卒業生
- ヴァレンティナ・ビドルグ＝ルング - ジェンダー研究者
- サムエル・エボラ・メンサ - アフリカ科学アカデミー会員